# Gruppo Alpha
Il Gruppo Alpha o Gruppo Al'fa (conosciuto anche come Specgruppa A) è un'unità d'élite specializzata nell'antiterrorismo che appartiene alle spetsnaz (forze speciali) del Federal'naja služba bezopasnosti o FSB, l'agenzia di spionaggio della Russia erede del KGB sovietico.

## Funzioni
Le funzioni del Gruppo Alpha sono duplici. Il primo compito dell'unità è effettuare operazioni tipiche delle unità CTU, ovvero di antiterrorismo e salvataggio ostaggi, arresti e perquisizioni ad altissimo rischio, come la neutralizzazione di terroristi e membri di spicco di organizzazioni criminali e mafiose e protezione VIP. L'unità è chiamata a svolgere operazioni estreme di antiterrorismo in ogni contesto operativo, dalla presa di ostaggi in edifici, teatri, aerei, treni, navi o bus.
 
Il secondo compito del Gruppo è svolgere operazioni militari all'estero, informazioni queste che sono poco note al pubblico. Queste missioni includono una varietà di operazioni internazionali, tipiche delle forze speciali, come missioni sotto copertura, operazioni di infiltrazione, incursioni, assassinio di obiettivi sensibili, sabotaggi, ricognizioni speciali, azioni dirette e guerriglia, simili alle missioni segrete dell'unità gemella Vympel (Gruppo "V"). Essendo il Gruppo Alpha una forza speciale sotto il controllo dei servizi segreti, verosimilmente ha una libertà d'azione superiore rispetto ad altre forze speciali di altri paesi, in particolare rispetto ai corpi speciali di polizia che dipendono dal Ministero dell'interno. Una forza speciale come l'Alpha che è controllata dai Servizi, può portare avanti operazioni di Intelligence ad ampio spettro senza vincoli, al contrario degli altri corpi speciali che sotto questo aspetto sono maggiormente limitati. L'unità può inoltre essere utilizzata non solo da FSB ma anche dall'SVR, il Servizio di Intelligence Internazionale russo che si occupa di attività di spionaggio estero. Fondamentalmente l'Alpha svolge le funzioni che negli Stati Uniti sono responsabilità dell'HRT dell'FBI per il territorio nazionale, la Delta Force per le operazioni estere, e ha forti similitudini con le SOG della CIA riguardanti le missioni tipiche dei Servizi. In Italia i reparti che sono analoghi ad Alpha sono il GIS dei Carabinieri e il Nono Reggimento Col Moschin. Il Gruppo opera anche via mare, quindi svolge funzioni tipiche anche degli incursori di Marina (come gli assalti anfibi), ma questa è una peculiarità che è ormai divenuta abbastanza comune quasi in tutte le forze speciali del mondo. Certamente la caratteristica unica nel suo genere, è che Alpha può svolgere attività operative e paramilitari da servizio segreto, essendo gli operatori anche di fatto ufficiali del Servizio russo. Altra peculiarità non comune in quasi nessun altro corpo speciale al mondo, salvo per il GIS e il GIGN francese, è poter operare anche su suolo nazionale.

## Storia

### Unione Sovietica
Il Gruppo Alpha fu creato il 28 luglio 1974 all'interno del Primo Direttorato del KGB su ordine di Jurij Andropov, allora presidente del KGB. L'unità fu destinata alle operazioni di lotta al terrorismo per dare al KGB la capacità di agire in tali inconvenienti, una circostanza messa in luce dagli eventi del Massacro di Monaco del 1972. Tuttavia, sin dagli inizi, le missioni assegnate andarono ben oltre il campo dell'antiterrorismo formale. Il Gruppo fu incaricato di liberare aerei dirottati all'interno dell'Unione Sovietica, come il volo Aeroflot Flight 6833, nonché effettuare arresti sensibili come quello della spia della CIA Adol'f Georgievič Tolkačëv.
Durante il Colpo di Stato del 1991 al Gruppo Alpha, sotto il comando del Maggiore Generale Viktor Karpuchin, fu dato l'ordine di entrare nella Casa Bianca, il Parlamento Russo in costruzione, e uccidere Boris El'cin ed altri leader russi in concomitanza a un assalto pianificato all'ingresso da parte di reparti paracadutisti, ma quest'ordine fu unanimemente rifiutato. Si valutò la possibilità di mescolare tra la folla membri dell'unità e intraprendere un'operazione simile. Secondo le loro dichiarazioni rilasciate nei mesi successivi, si sarebbe potuto realizzare con successo, raggiungendo gli obiettivi principali in 20 o 25 minuti, ma avrebbe dato luogo alla morte di centinaia se non migliaia di civili.
Oggi
Il Gruppo Alpha è inquadrato presso il Special Purpose Center (Tsentr Specialnogo Naznachenia: TsSN) dell'FSB, fondato l'8 ottobre 1998, che a sua volta fa parte del dipartimento di sicurezza e antiterrorismo. Alexander Tikhonov fu scelto come primo capo del Centro nell'Ottobre del 1998 da decreto del Presidente.
Il Centro ha alle sue dipendenze il Gruppo Alpha, specializzato in antiterrorismo, inquadrato nel Direttorato A. Il Centro ospita anche il Gruppo Vympel o Direttorato V. Vi è poi lo Special Purpose Service o Servizio per Operazioni Speciali creato il 16 luglio 1999 per ordire del direttore dell'FSB.
Tradizionalmente tutti i militari, Alpha e Vympel, sono ufficiali dell'FSB. Il Dipartimento Alpha aveva quattro sezioni, mentre il Gruppo V cinque. Durante le operazioni queste sezioni divennero gruppi d'assalto, ognuno di essi composto da 30 operatori. Nella metà del 2000 due sezioni furono costantemente disposte in Cecenia. Il Centro che ospita il Gruppo Alpha è situato a sud-ovest di Mosca, presso il sito Priboi, e nella città di Balashikha, poco fuori Mosca.

## Operazioni note

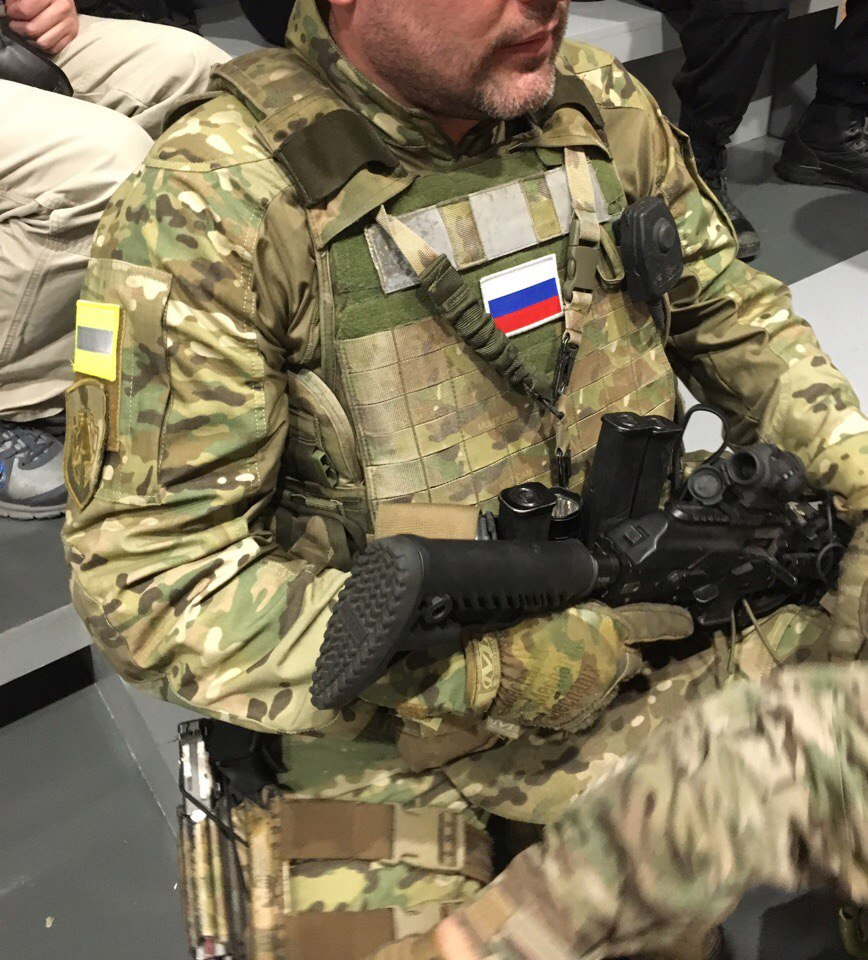
Operatore del Gruppo Alfa durante una pausa in una esercitazione. 2017

Inizialmente il Gruppo fu coinvolto in operazioni speciali il quale necessitavano di personale dalle abilità uniche. Nel 1979, il Gruppo Alpha uccise un giovane ucraino sovietico, Yuri Vlasenko, che organizzò un assalto armato presso l'Ambasciata degli Stati Uniti di Mosca. Vlasenko, che si infiltrò in una stanza del Consolato, fece richiesta di asilo negli Stati Uniti. Il giovane fu ucciso con mezzi non ben chiariti ad oggi, si disse fu ucciso per arma da fuoco o per detonazione di un ordigno esplosivo da lui stesso creato, che in quell'occasione esplose, danneggiando leggermente l'edificio. Negli anni '80, l'Alpha fu incaricato di operare anche molto su territorio nazionale non solo all'estero, per via del terrorismo che in quegli anni in Russia raggiunse la sua peggior acme. L'unità fu quindi incaricata di salvare ostaggi e neutralizzare ogni possibile minaccia terroristica; si passava dal salvataggio di ostaggi in edifici fino agli assalti ad aerei di linea. I terroristi in quel periodo, che il Gruppo si trovò ad affrontare erano - oltre a varie organizzazioni armate - in particolare disertori dell'esercito sovietico, quindi personale altamente addestrato e pesantemente armato. Degno di nota è l'operazione antiterrorismo con salvataggio ostaggi del volo Aeroflot 6833 a Tbilisi. Durante l'assalto, gli operatori neutralizzarono tre terroristi e ne arrestarono altri tre, con una perdita totale di soli cinque ostaggi. L'unità sarà coinvolta anche in conflitti etnici attraverso tutta l'Unione Sovietica tra la fine degli anni '80 e i primi dei '90. L'Alpha fu anche e soprattutto, punta di lancia del KGB, per operazione di spionaggio, controspionaggio e infiltrazioni su tutto il territorio sovietico e all'estero, dove si occupavano di neutralizzare, spiare o arrestare agenti segreti, come il famoso caso che vide l'arresto da parte del Gruppo ai danni dell'agente della CIA Adolph Tolkachev nel 1985.

### Operazioni estere
Presto, l'Alpha fu incaricato di missioni che superarono di gran lunga il suo scopo ufficiale e primario, ovvero la sicurezza nazionale. Il 27 dicembre 1979 avvenne quella che è ad oggi, la prima missione del Gruppo. L'allora leader sovietico, Leonid Brezhnev, lanciò a sorpresa, un intervento militare con l'intento di rovesciare l'allora regime nella Democratica Repubblica dell'Afghanistan. Le forze sovietiche, inclusi commando del KGB, ovvero alcuni operatori dell'Alpha e Vympel, si infiltrarono nel paese in totale segreto, fingendosi guardie di sicurezza dell'Ambasciata sovietica. I commando furono abili e veloci a rendere sicuri svariate istituzioni governative in tutta Kabul. Quelle istituzioni includevano: il Ministero dell'Interno; il quartier generale del KHAD, il servizio di intelligence dell'Afghanistan; il Ministero della Difesa (il Darul Aman Palace); e il palazzo Tajbeg, dove in quell'occasione ci fu un pesante assalto armato degli operatori durato circa 34 minuti, che vide la neutralizzazione di più di 200 militari afghani, e il successivo assassinio del Presidente Hafizullah Amin, di sua moglie e del suo giovane figlio. L'assalto al palazzo Tajbeg è conosciuto con il nome di Operazione Storm-333, che coinvolse non solo 24 uomini del Gruppo Alpha e Vympel, ma anche il supporto dell'VDV, ovvero il corpo militare indipendente dei paracadutisti d'assalto aviotrasportate. All'Alpha fu dato il comando di vestirsi con uniformi afghane, seguendo gli ordini di Grigory Boyarinov, comandante della Scuola per Operazioni Speciali del Dipartimento 8 del KGB. Fu lo stesso Boyarinov a dare l'ordine ai commando di uccidere ogni possibile testimone, e fu ucciso lui stesso da fuoco amico, poiché scambiato per un militare afgano durante l'assedio al Tajbeg Palace. Questa, più che altro, fu la versione ufficiale data alla strana morte di Boyarinov. Stando a quanto riferito da fonti russe, i membri del Gruppo erano personale altamente addestrato, portando a termine un'operazione assai complessa nei migliori dei modi, perdendo solo due uomini durante l'assalto. Il grande successo dell'Operazione Storm-333 si vide nel lungo termine, tant'è che diede inizio all'invasione sovietica in Afghanistan durata ben dieci anni, e, come confermato, il Gruppo Alpha fu utilizzato per tutta la durata della guerra.
Sei anni dopo, nell'Ottobre del 1985, l'Alpha fu inviato presso Beirut, in Libano, in quel periodo devastata dalla guerra. Il Cremlino fu informato del rapimento di quattro diplomatici sovietici da parte del famoso gruppo di miliziani della Fratellanza Mussulmana, famosi per aver portato a termine svariati attacchi terroristici. Quando l'Alpha arrivò a Beirut, uno degli ostaggi era già stato ucciso. Attraverso un network sofisticato del KGB, che includeva contatti di varia natura, gli operatori furono in grado di identificare tutti i miliziani coinvolti, ma non solo, rintracciarono anche tutti i loro famigliari. Una volta identificati, l'Alpha decise di rapirli, e, seguendo fedelmente la politica sovietica, ovvero, non si negozia con i terroristi, alcuni ostaggi furono mutilati (uno degli ostaggi fu anche castrato), e parti del loro corpo inviati ai miliziani. Il messaggio era chiaro: o rilasciate gli ostaggi o vi uccideremo tutta la famiglia. Quando alla fine i miliziani ricevettero anche delle teste mozzate, i terroristi decisero di rilasciare subito i diplomatici. Quella decisione estrema funzionò perfettamente, e per un periodo di 20 anni, non ci fu nessun caso di ufficiale sovietico o russo rapito da alcun gruppo paramilitare o terrorista.

## Addestramento

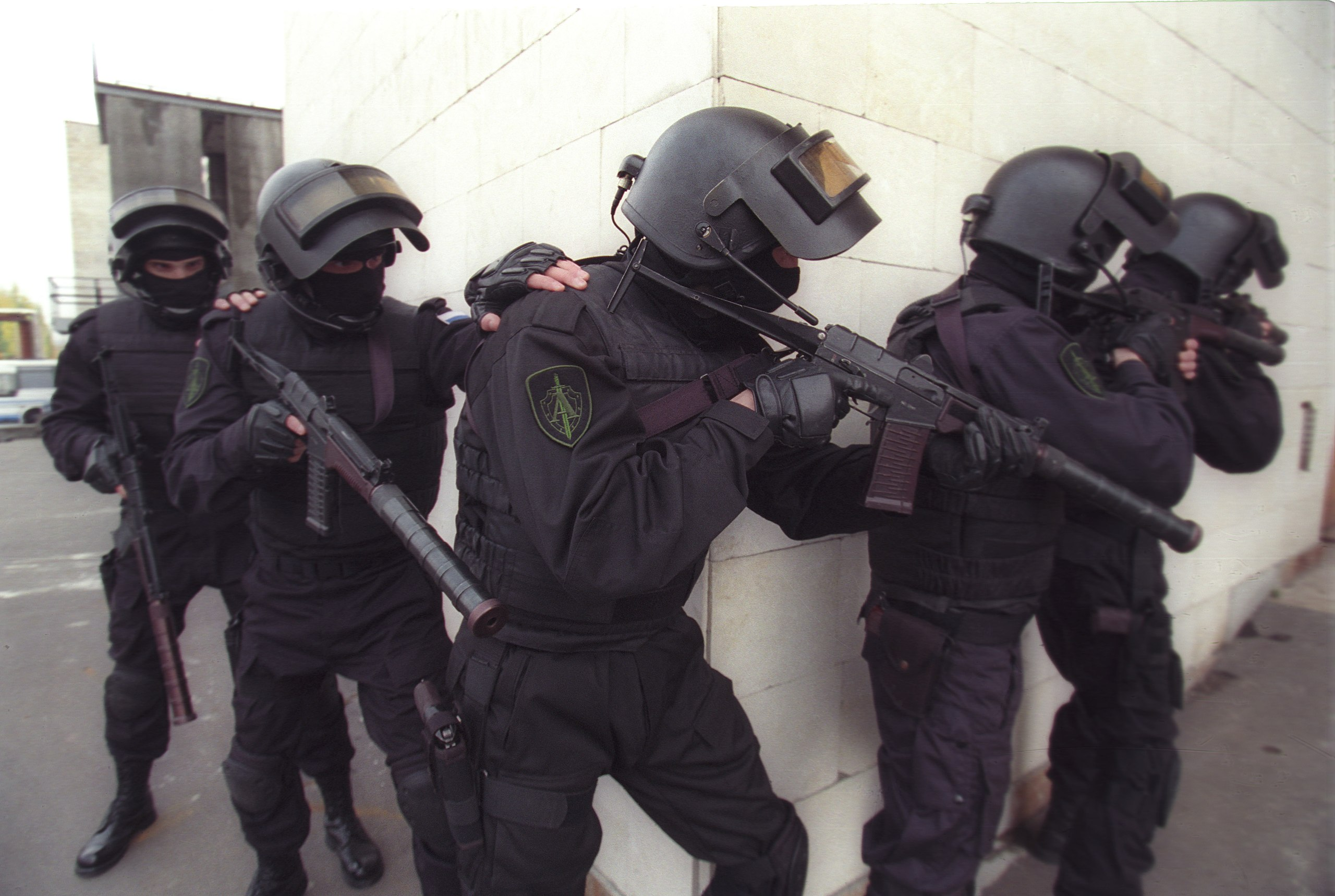
Membri del Gruppo Alpha durante un'esercitazione nel 2009

Molto poco si sa dell'addestramento del Gruppo, se non che sia famoso per l'essere estremo e spietato. Agli inizi, durante la Guerra Fredda, il Gruppo era di fatto un'unità super segreta del KGB, per questo motivo, gli aspiranti non potevano fare domanda di accedere a un corso di addestramento per operatori, ma si veniva esclusivamente scelti dal Servizio. Il serbatoio di reclutamento erano le forze speciali dell'Armata Rossa, incursori e paracadutisti d'assalto esperti, quindi già con un background di alto livello. Si veniva addestrati all'antiterrorismo e al salvataggio ostaggi, principalmente, ma grande spazio si dava anche a come operare in missioni clandestine e di assassinio. Oggi si può far domanda di entrare nel Gruppo sia da militare che da ufficiale dell'FSB, e l'addestramento dura ben cinque anni. Caratteristica curiosa è che tutti gli operatori devono essere ufficiali, tenenti o colonnelli, con un livello di istruzione abbastanza alto e in possesso di una laurea. Come si può immaginare, all'aspirante operatore viene richiesto di saper combattere a mani nude, con armi bianche, e con ogni tipologia di arma da fuoco. Si passa poi all'addestramento di paracadutismo, alpinismo, subacquea, sopravvivenza, navigazione, guida con vari tipi di veicoli, inclusi mezzi terrestri da guerra. All'addestramento da incursore si aggiungerà quello tipico delle unità antiterrorismo, specialità poi del Gruppo, così come a padroneggiare specialità tecniche che sono tipiche invece dell'agente segreto, ovvero saper operare in missioni clandestine e sotto copertura, conoscere tecniche di assassinio e di intelligence e allo studio di più lingue straniere. Lo standard richiesto e la selezione è di altissimo livello, tant'è che il Gruppo conta solamente circa 200/300 operatori, il numero più basso in assoluto tra le forze speciali russe.